# Dicranomyia incompta
Dicranomyia incompta là một loài ruồi trong họ Limoniidae. Chúng phân bố ở miền Australasia.